# 그라운드 제로 (2007년 영화)
그라운드 제로는 한국에서 제작된 김경희 감독의 2007년 드라마 영화이다. 김남진 등이 주연으로 출연하였다.

## 출연

### 주연
- 김남진
- 김갑수
- 박철민

### 조연
- 임정은
- 손여은
- 김혜옥
- 이혜숙
- 황보라
- 김홍석
- 윤유선
- 장정희